# Caspar Commelin
Caspar Commelijn ( ou Commelin ou Casparus Commelinus) ( Amsterdam, 14 de Outubro de 1667 – † Amsterdam, 25 de Dezembro de 1731 ) foi um botânico neerlandês, doutor em medicina, membro da Academia de Curieux, e diretor do Hortus Botanicus Amsterdam de Amsterdã(o).

## Publicações
- Flora Malabarica, 1696 ;
- Horti medici Amstelaedamensis plantae rariores et exoticae, Leida, 1706, in-folio.